# 太平圩镇
太平圩乡，是中华人民共和国湖南省永州市蓝山县下辖的一个乡镇级行政单位。2015年11月18日，太平圩乡改设为太平圩镇。

## 行政区划
太平圩乡下辖以下地区：
太平村、薛家村、立木爻村、虎形村、楼溪村、詹家坊村、小佳田村、永桥村、钟家坊村、沿山村、坪山村、桐木林村、下岐村、大洞村、梅溪村、上奎村、里田村、观洞村、渣湾村和石磳村。